# Mykola
Mykola (ukrainisch Микола) ist ein männlicher Vorname.

## Herkunft und Bedeutung
Der Name ist die ukrainische Entsprechung des Namens Nikolaus. Eine frühere Form in der Ukraine ist der Name Mykolaj.

## Namensträger
- Mykola Asarow (* 1947), ukrainischer Politiker
- Mykola Balakin (* 1989), ukrainischer Fußballschiedsrichter
- Mykola Baschan (1904–1983), ukrainischer Dichter, Publizist und Übersetzer
- Mykola Byczok (* 1980), ukrainischer Ordensgeistlicher und ukrainisch griechisch-katholischer Bischof
- Mykola Dossenko (1921–2006), sowjetischer bzw. ukrainischer Schauspieler
- Mykola Hluschtschenko (1901–1977), ukrainischer Kunstmaler und ein sowjetischer Agent
- Mykola Kolessa (1903–2006), ukrainischer Komponist, Dirigent und Pädagoge
- Mykola Janowski (1809–1852), ukrainischer Schriftsteller
- Mykola Kulisch (1892–1937), ukrainischer Schriftsteller
- Mykola Kyzenko (1921–1982), ukrainischer Journalist, Heimatkundler, Staats- und Parteifunktionär
- Mykola Leontowytsch (1877–1921), ukrainischer Komponist, Chorleiter und Lehrer
- Mykola Michnowskyj (1873–1924), ukrainischer Politiker
- Mykola Rjabtschuk (* 1953), ukrainischer Schriftsteller und Journalist
- Mykola Sachno-Ustymowytsch (1863–1918), ukrainischer Politiker
- Mykola Schaparenko (* 1998), ukrainischer Fußballspieler
- Mykola Schyljakow (1968–2011), ukrainisch-orthodoxer Bischof, siehe Tichon
- Mykola Serow (1890–1937), ukrainischer Altphilologe, Übersetzer und Dichter
- Mykola Wassylenko (1866–1935), ukrainischer Politiker und Wissenschaftler